# Misumena atrocincta
Misumena atrocincta là một loài nhện trong họ Thomisidae.
Loài này thuộc chi Misumena. Misumena atrocincta được miêu tả năm 1875 bởi Costa.